# فرانز فون سايتس
فرانز فون سايتس (بالألمانية: Franz von Seitz)‏ هو مصمم ليثوغراف وأستاذ جامعي ورسام ألماني، ولد في 31 ديسمبر 1817 في ميونخ في ألمانيا، وتوفي بنفس المكان في 13 أبريل 1883.